# Paszyszki
Paszyszki (lit. Pašiškės) − wyludniona wieś na Litwie, w gminie rejonowej Soleczniki, 4 km na południe od Koleśników. Przed II wojną światową w Polsce, w powiecie lidzkim województwa nowogródzkiego.